# 제러미 마이클 부어다

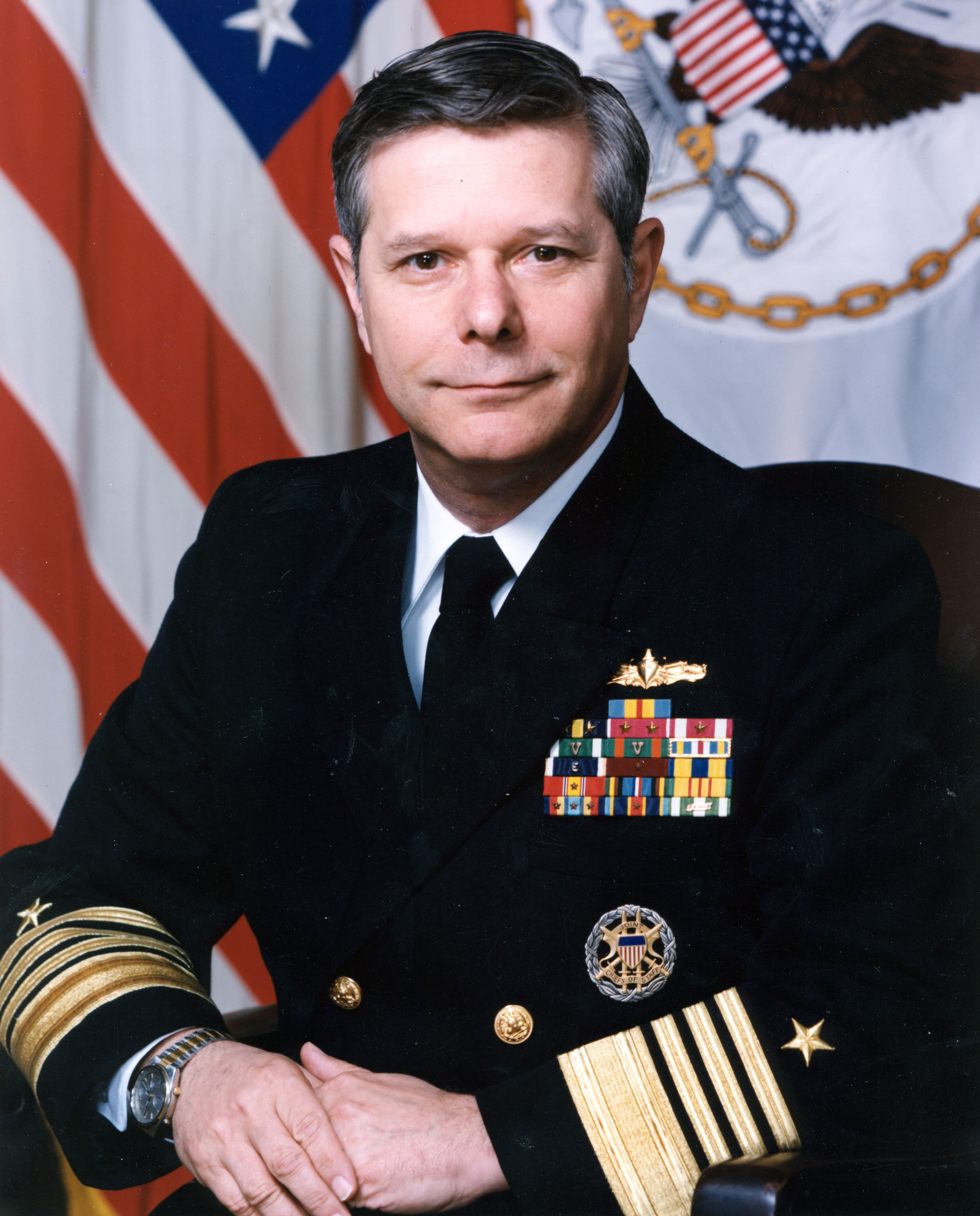
제러미 마이클 부어다

제러미 마이클 부어다(영어: Jeremy Michael Boorda, 1939년 11월 26일 ~ 1996년 5월 16일)는 미국 해군의 제독으로 제25대 해군참모총장을 역임했다. 이등병에서 시작해 군의 정점까지 올라간 입지전적인 인물이다.